# Синиша Добрашиновић
Синиша Добрашиновић (Иванград, 17. фебруар 1977) црногорски је фудбалски тренер и бивши фудбалер. Актуелни је тренер панчевачког Железничара.